# Pallone d'oro 2019
Il Pallone d'oro 2019 è stato consegnato il 2 dicembre 2019 a Parigi ed è stato vinto da Lionel Messi. Il Pallone d'oro femminile è stato vinto da Megan Rapinoe mentre il Trofeo Kopa è stato vinto da Matthijs de Ligt. Per la prima volta è stato consegnato il Trofeo Jašin, riservato al miglior portiere del mondo e vinto da Alisson.

## Pallone d'oro

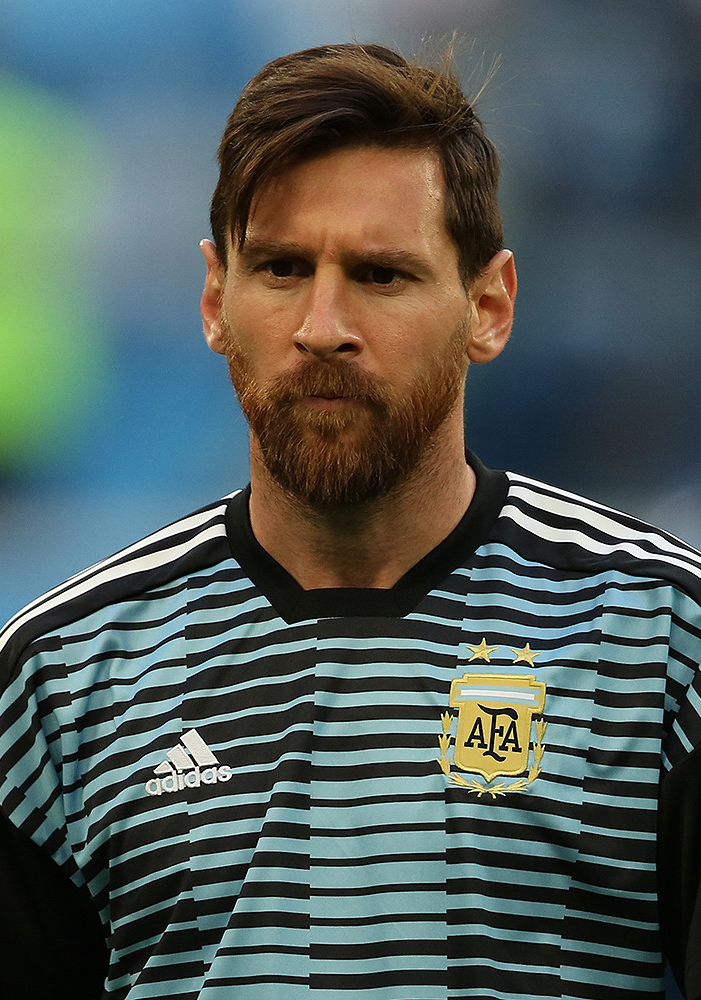
Lionel Messi, vincitore del Pallone d'oro 2019.

I 30 candidati alla vittoria finale sono stati resi noti il 21 ottobre 2019. Il vincitore è stato annunciato il 2 dicembre successivo.

## Pallone d'oro femminile

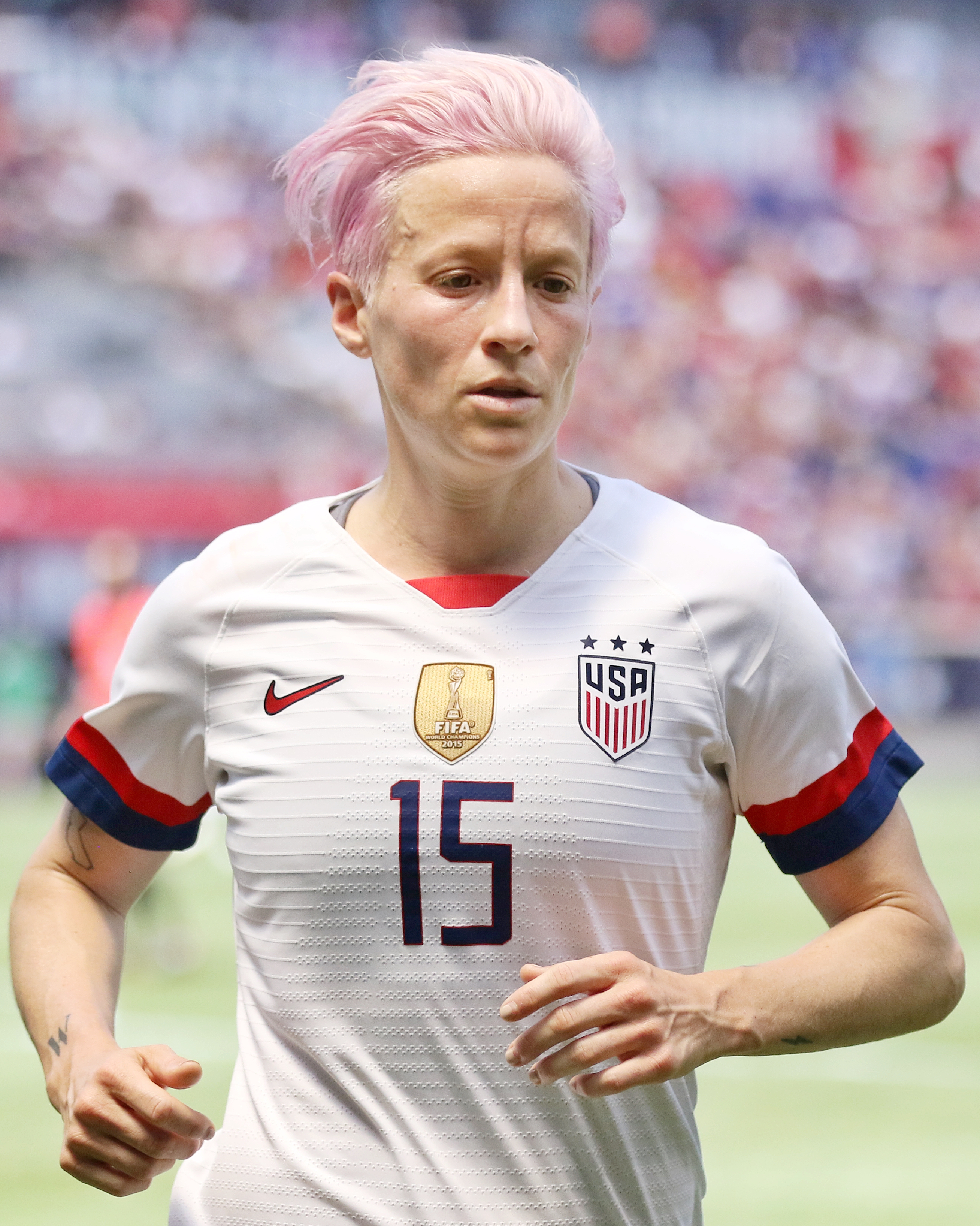
Megan Rapinoe, vincitrice del Pallone d'oro femminile 2019.

## Trofeo Kopa

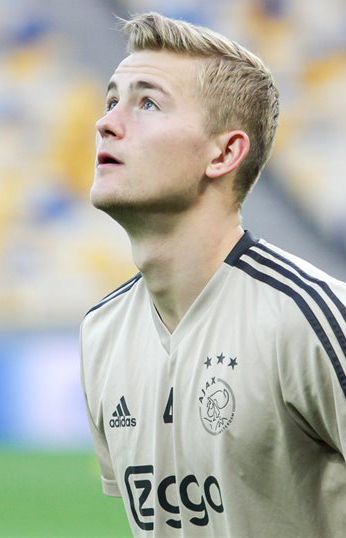
Matthijs de Ligt, vincitore del Trofeo Kopa 2019.

## Trofeo Jašin

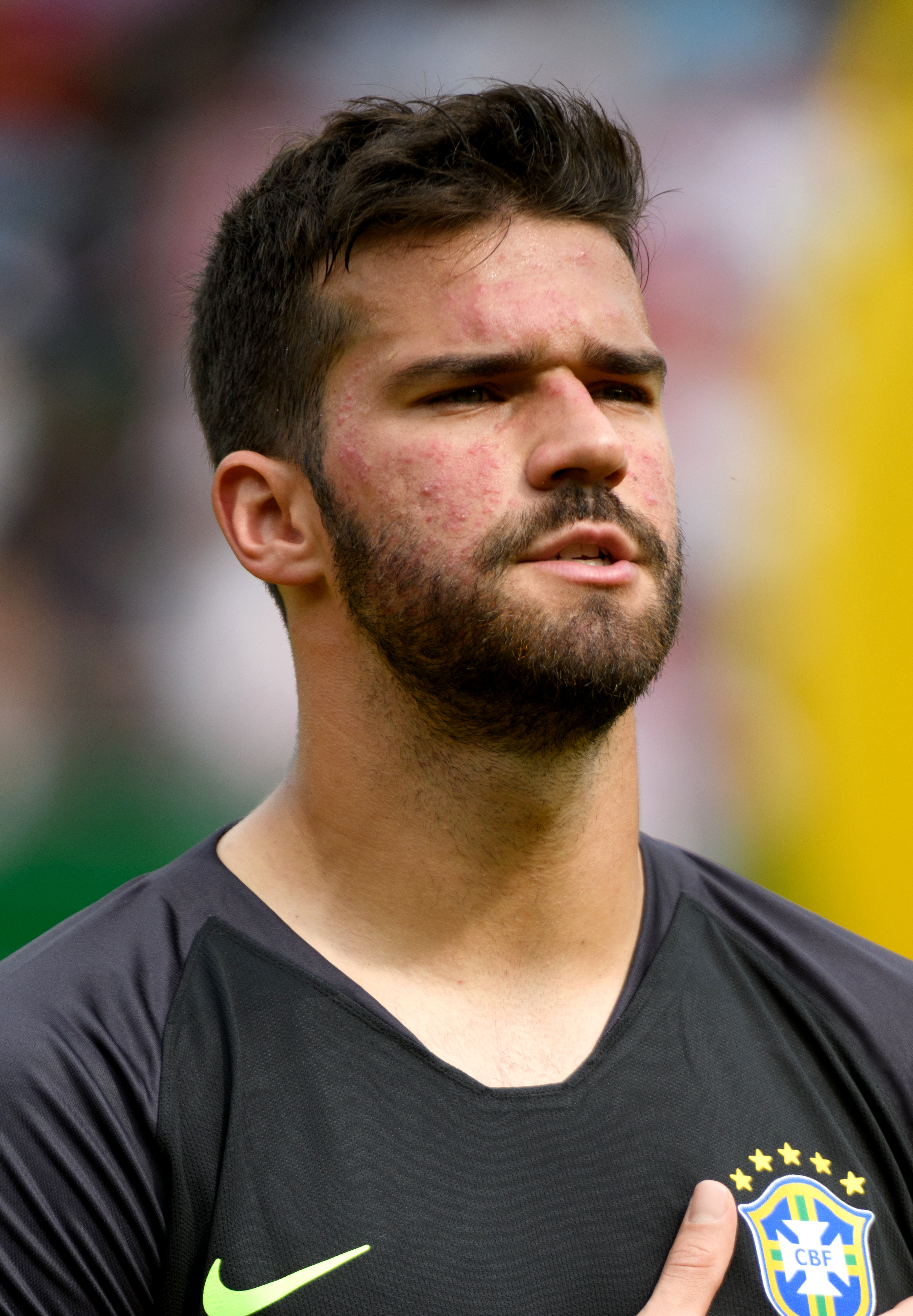
Alisson, vincitore del Trofeo Jašin 2019.